# Martin Lundell (kyrkoherde)
Martin Lundell, född 1646 i Skellefteå, död 12 maj 1700 i Sunne socken, Jämtland, var en svensk präst och riksdagsman.

## Biografi
Martin Lundell var son till kyrkoherden i Skellefteå socken, Nicolaus Martini och Magdalena Plantin som i sin tur var dotter till Olaus Petri Niurenius och Bureättling. Efter Härnösands gymnasium studerade Lundell vid Uppsala universitet men relegerades därifrån 1667 i fyra år. Han kunde sedan prästvigas och ta tjänst som huspredikant hos Sigrid Bielke, änka efter Gustaf Horn. 1678 utnämndes han till kyrkoherde i Nora socken, men hann inte tillträda innan han 1679 fick samma befattning i Sunne. Han blev med tiden prost där.
Lundell var ombud vid riksdagen 1682.
Under sin tid i Nora äktade han företrädarens änka Magdalena Jönsdotter Nortman. Sönerna var framför allt verksamma inom militären, och en son, Nils Lundell, stupade vid slaget vid Poltava. De båda döttrarna var gifta två gånger, båda första gången med en officer och andra gången med en präst.